# Francesco Ferrari (politico 1893)
Francesco Ferrari (Castel Goffredo, 6 settembre 1893 – Castel Goffredo, 17 luglio 1980) è stato un politico italiano.

## Biografia
Nacque a Castel Goffredo nel 1893. Di professione commerciante, aderì al Partito Socialista Italiano, nelle cui file fu eletto deputato alla Camera nel 1953.
Fu anche sindaco di Castel Goffredo dal 1946 al 1951 e membro del Consiglio provinciale di Mantova.